# Andrea Willi
Andrea Willi (nascida em 25 de maio de 1955) é uma política do Liechtenstein, a primeira mulher a ocupar o cargo de Ministra das Relações Externas, no governo do Primeiro-Ministro Mario Frick, entre 15 de dezembro de 1993 e 5 de abril de 2001. Ela é membro da União Patriótica. Willi doutorou-se em Filosofia na Filosofia pela Universidade de Zurique. 
Ela nasceu em Balzers e também foi embaixadora no Escritório das Nações Unidas em Genebra de 1991 até 1993.